# Josandreva pusilla
Josandreva pusilla là một loài côn trùng trong họ Nemopteridae thuộc bộ Neuroptera. Loài này được E. O. Taschenberg miêu tả năm 1883.